# Didier Berberat
Didier Berberat, né le 1er décembre 1956 à La Chaux-de-Fonds (originaire de Montignez), est une personnalité politique suisse, membre du Parti socialiste. Il est député du canton de Neuchâtel au Conseil national de décembre 1995 à septembre 2009, puis au Conseil des États jusqu'en décembre 2019.

## Biographie
Didier Berberat naît le 1er décembre 1956 à La Chaux-de-Fonds, dans le canton de Neuchâtel. Il est originaire de Montignez, dans le canton du Jura. Son père, Marcel, enseignant puis conservateur du musée historique de la Chaux-de-Fonds, député socialiste au Grand Conseil neuchâtelois à partir de 1957 et président du parti cantonal, décède en 1964, alors que Didier Berberat et sa sœur sont encore jeunes enfants.
Il obtient une licence en droit et le certificat universitaire de journalisme de l'Université de Neuchâtel, et devient l'assistant des professeurs Jean-François Aubert et Philippe Bois (droit constitutionnel, administratif et des médias). Il est également titulaire du brevet d'avocat neuchâtelois.
Il a le grade d'appointé à l'armée.
Il est marié et père de trois enfants.

## Parcours politique
Il adhère au Parti socialiste en 1985.
Député socialiste au Grand Conseil de 1989 à 1995, il préside notamment la commission législative et demande la révision de la constitution cantonale, adoptée en septembre 2000.
Il est chancelier de la ville de La Chaux-de-Fonds de 1988 à 2000, puis conseiller communal de mai 2000 à mai 2010, chargé de l'instruction publique, des affaires sociales et de l'intégration (président du Conseil communal en 2005-2006 et en 2009-2010). 

### Conseil national
Il est élu au Conseil national en 1995, où il succède à Francis Matthey. Il y est réélu en 1999, 2003 et 2007.
Il siège au sein de la Commission de l'économie et des redevances et de la Commission des transports et télécommunications. Il est également membre de la délégation suisse auprès de l'Assemblée parlementaire de la Francophonie (APF) et président de la Commission de l'éducation, de la communication et des affaires culturelles et, à ce titre, membre du Bureau de l'APF. 

### Conseil des États
Il est élu tacitement au Conseil des États le 10 août 2009, en remplacement de Gisèle Ory, démissionnaire à la suite de son élection au Conseil d'État neuchâtelois. Il y est réélu en 2011 et 2015. 
Il préside pour les années 2012 et 2013 la Commission de l'environnement, de l'aménagement du territoire et de l'énergie et la Délégation suisse auprès de l'AELE et du Parlement européen. Durant de nombreuses années, il préside la Commission de rédaction de l'Assemblée fédérale jusqu'en décembre 2015. 
Après avoir annoncé en avril 2018 qu'il ne se représentait pas mais irait au bout de son mandat, il est nommé, le 19 novembre 2019 à Kinshasa, président honoraire de la Commission de l'éducation, de la communication et des affaires culturelles de l'APF.

### Autre mandats
Il est président de l'association Défense du français depuis le 15 mars 2008.
Il est le président du Conseil de l'Université de Neuchâtel depuis le 1er mai 2017, après en avoir été vice-président depuis 2009. 
Du 23 octobre 2013 au 15 mai 2017, il a également été envoyé spécial de la Suisse pour le Sahel, chargé notamment du processus de paix au Mali.
Il préside le Cedotec (organisme de promotion de l'économie du bois en Suisse romande) depuis juin 2019, la Commission tripartite neuchâteloise pour l'observation des conditions de travail depuis le 1er juillet 2019 et le conseil d'administration de l'aéroport régional Les Éplatures depuis décembre 2020.

## Distinctions
Il est, depuis le 6 juillet 2015, Grand Officier de l'Ordre de la Pléiade, ordre de la Francophonie et du dialogue des cultures. 